# Alfred Philippe Roll

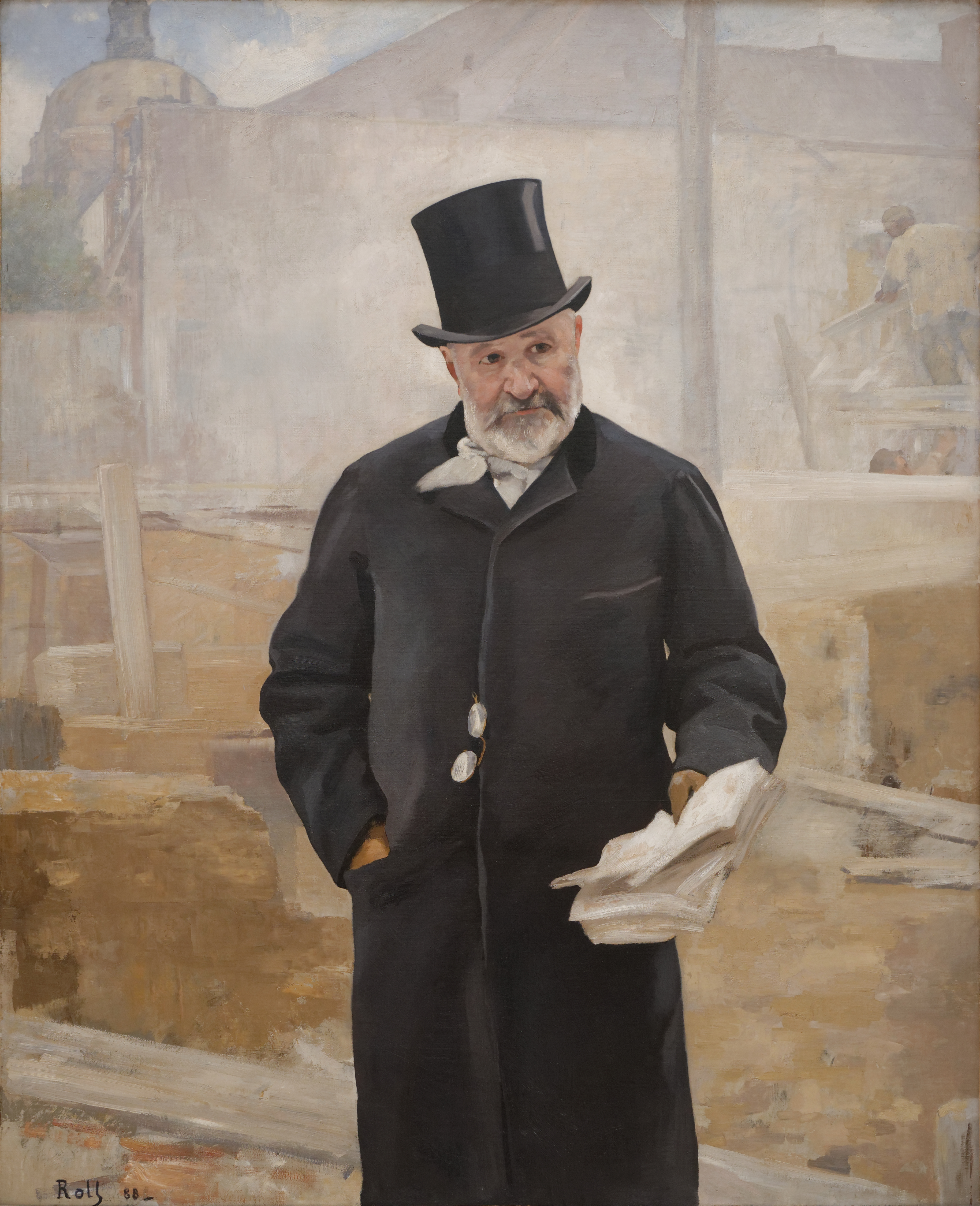
Porträt von Jean-Charles Alphand, Petit Palais

Alfred Philippe Roll (* 10. März 1846 in Paris; † 27. Oktober 1919 ebenda) war ein französischer Maler.
Roll begann seine künstlerische Laufbahn als Ornament- und Musterzeichner. Später wurde er Schüler der Maler Jean-Léon Gérôme und Léon Bonnat an der École des Beaux-Arts. Rolls frühe Werke, wie z. B. Don Juan und Haydée nach Byron (Museum zu Avignon) standen noch sehr im Schatten seiner beiden Lehrer Bonnat und Gérôme. Mit seinem Bild Toulouse an der Garonne  (Museum in Le Havre) – aus derselben Schaffensperiode – thematisierte Roll das Sommerhochwasser im Juni 1875 und gewann damit 1877 eine Goldmedaille auf einer Ausstellung des Pariser Salons.
War dieses Bild noch geprägt von der Farbgebung Bonnats (z. B. „Das Martyrium des heiligen Andreas“) und der Bildstrukturierung Gérômes (z. B. Das Floß der Medusa), setzte nun eine Wende in Rolls Schaffen ein, da er sich immer mehr dem Naturalismus zuwandte.
Schon das 1878 ausgestellte Fest des Silen (im Museum zu Gent), mehr aber noch der Streik der Kohlenarbeiter (1880, im Museum zu Valenciennes), war durch seinen veränderten Stil geprägt. Mit solchen Bildern meldete sich Roll in sozialen Fragen zu Wort; die er 1885 wiederum in einem figurenreichen Gemälde Die Arbeit, einem Bauplatz in Suresnes an der Seine mit Steinhauern, Maurern und Zimmerleuten, streifte. Dieses Bild war bereits nach den Grundsätzen der naturalistischen Freilichtmalerei durchgeführt, und in dem gleichen Stile bewegen sich auch seine zahlreichen Bildnisse, Genrefiguren und -Gruppen, Landschaften und Marinen, die in einer sehr derben Manier nur auf die materielle Wirkung gemalt sind.
Er war seit 1883 Ritter des Ordens der Ehrenlegion. 1919 wurde Alfred Philipp Roll in New York zum Ehrenmitglied der National Academy of Design gewählt. Die Königliche Akademie von Belgien nahm ihn 1909 als assoziiertes Mitglied auf.
Im Alter von 72 Jahren starb Alfred Philipp Roll am 27. Oktober 1919 in Paris.

## Werke (Auswahl)
- Don Juan und Haydée nach Byron
- Toulouse an der Garonne
- Fest des Silen
- Die Arbeit (1885)
- Streik der Kohlenarbeiter (1880)